# 蚌湖 (江西)
蚌湖是一个位于中国江西省庐山市、德安县、永修县的湖泊，面积约为80平方千米，平均水深约为2—3米。